# 홍주성역사관
홍주성역사관(洪州城歷史館)은 대한민국 충청남도 홍성군에 위치한 박물관이다. 홍주성(사적 231호) 내에 있으며, 2011년 5월 6일에 처음 개관하였다. 홍성군 역사문화시설관리사업소가 관리하고 있다.
전면적 7,199.17㎡, 연면적 1,669㎡  역사관은 지상 1층, 지하 2층의 건물로 이루어져 있으며, 전시홀에는 1871년 규장각 지도를 참고해서 만든 홍주성복원모형도가 있다. 또한, 홍성군 출신인  최영, 성삼문, 김복한, 이설, 한용운, 김좌진 등에 대해 소개하고 있다.
2015년 9월에 상설전시실을 리모델링하여 홍성지역 발굴유적, 세거성씨 유물, 남당 한원진 유물, 홍주의병 관련 유물 총 300여점이 전시되어 있다.
홍주성역사관은 홍주성에 관한 역사적 이야기를 성우나 나레이션 대신 홍성 출신 소리꾼 장사익이 설명한다.

## 수상 내역
- 문화체육관광부 주관 '2017년 공립박물관 평가인증' 우수인증기관 선정[6]